# 青田しのぶ
青田 しのぶ（あおた しのぶ、1977年10月26日 - ）は、北海道帯広市出身の日本の女性カーリング選手。Delight青森所属。

## 経歴
高校までは柔道をしており、二段の腕前である。
カーリングを始めたのは18歳。帯広市の東光舗道に勤務し、関連会社の河西建設女子カーリングチームに所属。
日本選手権に2度優勝。世界選手権とパシフィック選手権に各3度出場を果たし、五輪ポイントの獲得でトリノオリンピックの日本女子参加枠確保に大きく貢献した。2006年に河西建設カーリングチームが活動休止となるとトップレベルの競技からは離れた。
2010年7月、みちのく銀行に入行、チーム青森に加入し第一線に復帰。2013年、チーム青森が活動休止となりカーリングから離れる。
チーム青森のメンバーだった齋藤菜月に誘われ、2017年の9月に結成されたDelight青森で現役に復帰。

## チーム

### 4人制女子
| (S) | スキップ |

| シーズン | フォース       | サード       | セカンド   | リード     | リザーブ   | 主な大会                    |
| -------- | -------------- | ------------ | ---------- | ---------- | ---------- | --------------------------- |
| 1998–99  | 石川美紀 (S)   | 藤原恵美     | 湊谷絵梨子 | 金子真由美 | 青田しのぶ | JCC 1999                    |
| 1999–00  | 湊谷絵梨子 (S) | 青田しのぶ   | 藤原恵美   | 岡崎ゆかり | 石崎琴美   | JCC 2000                    |
| 1999–00  | 岡崎ゆかり (S) | 藤原恵美     | 青田しのぶ | 湊谷絵梨子 | 石崎琴美   | WWCC 2000                   |
| 2000–01  | 岡崎ゆかり (S) | 藤原恵美     | 青田しのぶ | 湊谷絵梨子 | 石崎琴美   | PCC 2000,JCC 2001           |
| 2001–02  | 青田しのぶ (S) | 岡崎ゆかり   | 湊谷絵梨子 | 石崎琴美   | 辻井里美   | JCC 2002                    |
| 2002–03  | 青田しのぶ (S) | 岡崎ゆかり   | 湊谷絵梨子 | 石崎琴美   | 辻井里美   | PCC 2002,JCC 2003,WWCC 2003 |
| 2003–04  | 青田しのぶ (S) | 岡崎ゆかり   | 湊谷絵梨子 | 石崎琴美   | 本橋麻里   | PCC 2003,JCC 2004,WWCC 2004 |
| 2004–05  | 青田しのぶ (S) | 岡崎ゆかり   | 湊谷絵梨子 | 石崎琴美   |            | JCC 2005                    |
| 2010–11  | 山浦麻葉 (S)   | 青田しのぶ   | 近江谷杏菜 | 石崎琴美   | 齋藤菜月   | PCC 2010                    |
| 2010–11  | 青田しのぶ (S) | 山浦麻葉     | 近江谷杏菜 | 石崎琴美   |            | JCC 2011                    |
| 2011–12  | 青田しのぶ (S) | 山浦麻葉     | 近江谷杏菜 | 石崎琴美   | 桜田朱恵李 | JCC 2012                    |
| 2012–13  | 青田しのぶ (S) | 近江谷杏菜   | 齋藤菜月   | 石崎琴美   | 近江谷七海 | JCC 2013                    |
| 2018–19  | 青田しのぶ (S) | 木原遥       | 田中美咲   | 齋藤菜月   | 川村菜穂子 | HBCC 2018                   |
| 2019–20  | 青田しのぶ     | 小島樹里 (S) | 齋藤菜月   | 伊藤薫     | 山下知恵理 | JCC 2020                    |
| 2020–21  | 青田しのぶ (S) | 伊藤薫       | 齋藤菜月   | 吉田綾子   | 山下知恵理 | JCC 2021                    |

## 成績

### 日本代表
- 世界女子カーリング選手権（7位／2004年、9位／2000年、10位／2003年）
- パシフィックアジアカーリング選手権（優勝3回／2000年、2002年、2003年、3位1回／2010年）
- アジア冬季競技大会：（優勝1回／2003年）

### クラブチーム
- 日本カーリング選手権：（優勝2回／2000年、2003年、準優勝4回／1999年、2001年、2002年、2011年）